# Giuseppe Martinoli
Giuseppe Martinoli (Marolta, 28 febbraio 1903 – Lugano, 7 dicembre 1994) è stato un vescovo cattolico svizzero.
Fu il primo vescovo di Lugano.

## Biografia
Figlio di Luigi e di Adele Bolla, venne ordinato sacerdote l'11 giugno 1927 dal vescovo Aurelio Bacciarini. Dapprima fu parroco a Comologno dal 14 settembre 1927, in seguito vicario generale, ufficiale del Tribunale ecclesiastico e prelato domestico di Sua Santità.
Il 30 luglio 1968 venne eletto vescovo titolare di Campli e amministratore apostolico del Ticino e venne consacrato vescovo il 15 settembre 1968, ricevendo l'ordinazione episcopale da Ambrogio Marchioni (arcivescovo titolare di Severiana e nunzio apostolico per la Svizzera), avendo come co-consacranti i vescovi Anton Hänggi, all'epoca vescovo di Basilea e Lugano e François-Nestor Adam, vescovo di Sion.
L'8 marzo 1971 il Ticino si separava dalla diocesi di Basilea e monsignor Martinoli divenne il primo vescovo della neonata diocesi ticinese. Nel 1972 presiede il terzo Sinodo diocesano, durante i cui lavori si costituirono gli attuali vicariati, il Consiglio pastorale e il Consiglio del Clero.
Frutto del Sinodo del 1972, oltre che dell'impulso dato dal Concilio Vaticano II, fu la Commissione diocesana di dialogo ecumenico, istituita da Martinoli nel novembre del 1975 e il rinnovo del Consiglio pastorale nel 1976.
Lasciò per raggiunti limiti di età la conduzione della diocesi il 7 dicembre 1978, dopo aver consacrato vescovo il 17 settembre il suo successore Ernesto Togni (come co-consacrante, insieme con il suo stesso consacrante principale, Ambrogio Marchioni, e con Pierre Mamie, vescovo di Losanna, Ginevra e Friburgo).

## Genealogia episcopale
La genealogia episcopale è:
- Cardinale Scipione Rebiba
- Cardinale Giulio Antonio Santori
- Cardinale Girolamo Bernerio, O.P.
- Arcivescovo Galeazzo Sanvitale
- Cardinale Ludovico Ludovisi
- Cardinale Luigi Caetani
- Cardinale Ulderico Carpegna
- Cardinale Paluzzo Paluzzi Altieri degli Albertoni
- Papa Benedetto XIII
- Papa Benedetto XIV
- Papa Clemente XIII
- Cardinale Marcantonio Colonna
- Cardinale Giacinto Sigismondo Gerdil, B.
- Cardinale Giulio Maria della Somaglia
- Cardinale Carlo Odescalchi, S.I.
- Cardinale Costantino Patrizi Naro
- Cardinale Lucido Maria Parocchi
- Papa Pio X
- Papa Benedetto XV
- Papa Pio XII
- Cardinale Carlo Confalonieri
- Arcivescovo Ambrogio Marchioni
- Vescovo Giuseppe Martinoli